# Льовен
Льовен (на нидерландски: Leuven; на френски: Louvain) е град в Централна Белгия, център на провинция Фламандски Брабант. Разположен е на река Дейле и населението му е около 90 хил. души (2004).
Първото споменаване на Льовен е от 891, когато викингите понасят тежко поражение близо до селището. През 11 век градът се превръща във важен център на търговията и производството на текстил. През 15 век в него е основан Льовенският университет, най-големият в Белгия и най-старият в Нидерландия.
Двете световни войни през 20 век нанасят големи поражения върху Льовен, като университетската библиотека е срината два пъти. Възстановена е след края на Първата световна война с помощта на американски благотворителни фондации и германски обезщетения. След Втората световна война се налага библиотеката да бъде възстановена повторно.
Значението на града нараства още повече през 18 век с прокопаването на канал до Мехелен. По това време започва разрастването на пивоварната на „Stella Artois“, която се превръща в ядрото, около което израства InBev, най-големият производител на бира в света.
Днес Льовен е малък университетски град в състояние на икономически подем. В града са съсредоточени няколко изследователски центрове, както и много индустрия. Развит е ИТ браншът.
Българската общност в Льовен е една от най-големите в Белгия. Състои се предимно от научни работници, студенти и икономически имигранти, дошли в началото на 90-те години на 20. век.

## Известни личности
Родени в Льовен
- Артур Вирендел (1852 – 1940), инженер
- Шепърд Долман (р. 1967), американски астрофизик
- Марк Ейскенс (р. 1933), политик
- Елеонора Хабсбург (1498 – 1558), ерцхерцогиня на Австрия и кралица на Франция
- Робер Енрико (1931-2001), филмов режисьор, сценарист, монтажист, продуцент
- Петер Пиот (р. 1949), лекар и дипломат

Починали в Льовен
- Мишел дьо Бей (1513 – 1589), теолог
- Гастон Ейскенс (1905 – 1988), политик
- Жозеф Кардейн (1882 – 1967), духовник
- Жорж Льометр (1894 – 1966), физик
- Жорж Пир (1910 – 1969), духовник

Други
- Андреас Везалий (1514 – 1564), лекар, завършва университета през 1536 година
- Корнелий Янсен (1585 – 1638), теолог, завършва университета в началото на 17 век и преподава в него през 1630 – 1635 година